# Benedikt Ledebur
Benedikt Ledebur (* 20. August 1964 in München) ist ein in Wien lebender Lyriker, Essayist, Kritiker und Übersetzer.

## Leben
Benedikt Ledebur wurde 1964 in München geboren. Er besuchte die Volksschule in Alkoven und das humanistische Stiftsgymnasium in Kremsmünster. Er studierte zunächst Theologie in Fribourg und nach seiner Übersiedelung nach Wien 1987 auch Philosophie und Informatik. Die Auseinandersetzung mit Mathematik ist in seinen lyrischen und theoretischen Schriften deutlich. Seine Diplomarbeit verfasste er 1995 über Fritz Mauthner. 2001 erhielt er seine Promotion zum Doktor der Philosophie an der Universität Wien mit der Dissertation Das gebrochene Ruder. Über die skeptische Tradition unter Kurt Rudolf Fischer. Ledebur publizierte unter anderem in den Literaturzeitschriften kolik, Zwischen den Zeilen, manuskripte, neue deutsche literatur, Schreibheft und Wespennest. Zwischen 2005 und 2006 gab er selbst die Zeitschrift Der Ficker heraus, mit Beiträgen von Clegg & Guttmann, Albert Oehlen, Rudolf Polanszky, Franz West und seiner späteren Lebensgefährtin Tamuna Sirbiladze. Die Publikation bezog sich auf die zwischen 1910 und 1954 erschienene Zeitschrift Der Brenner, herausgegeben von Ludwig Ficker. Ledebur übersetzt aus dem Englischen und Französischen ins Deutsche. Er war Gast der Übersetzerwerkstatt Erlangen und der Wolfenbüttler Übersetzungsgespräche.
Benedikt Ledebur hat zwei Kinder aus seiner Ehe mit Sophie Waldstein und zwei Kinder von Tamuna Sirbiladze.

## Werke
- Poetisches Opfer,[12] ISBN 3-85415-223-X Ritter Verlag, Klagenfurt/Wien 1998.
- ÜBER/TRANS/LATE/SPÄT,[13] Onestarpress, Paris 2001.
- Nach John Donne,[14] ISBN 3-9501830-1-9, Der Pudel, Wien 2004.
- Genese,[15] ISBN 978-3-939511-05-2,  Onomato, Edition Schwarzes Quadrat, Düsseldorf 2008.
- Montaigne: Versuche der Selbstauflösung,[16] ISBN 978-3-902665-16-4, Klever, Wien 2010.
- Kuburebi/Baukasten,[17] Gedichte und Essays, übersetzt ins Georgische, Dato Barbakadse (Hrsg.), ISBN 978-9941-0-3978-2, Mertskuli-Verlag, Tbilisi 2011.
- Ein Fall für die Philosophie: Über Dichtung, Rhetorik und Mathematik,[18] ISBN 978-3-902665-84-3, Klever, Wien 2014.
- Das Paradox des Realen. Essays zur Kunst,[19] ISBN 978-3-902833-66-2, Schlebrügge.Editor, Wien 2015.
- karis ciskwili/Windmühle – Sonettenkranz für Tamuna Sirbiladze, ins Georgische übersetzt von Lulu Dadiani, ISBN 978-9941-26-053-7, Tbilisi 2017.

## Kooperationen
- Ist nicht alles Sprache? Fritz Mauthners Fragen an die Philosophie, in: Michael Benedikt u. a. (Hrsg.): Verdrängter Humanismus. Verzögerte Aufklärung. Philosophie in Österreich (1880–1920), Band 4. Editura Triade, Wien 1998.
- Zwischen den Zeilen, Heft 22,[4] Urs Engeler (Hrsg.), John Donne – Übersetzungen[20] Engeler-Verlag, Zürich 2003.
- Zwischen den Zeilen, Heft 23,[21] Theresia Prammer[22] (Hrsg.): Ein Gedicht und seine Nachbilder. Zu Übersetzungen von Giacomo Leopardis l´infinito,[23] Engeler-Verlag, Zürich 2004.
- Zu einer Semiologie der Sinne,[24] Rudolf Polanszky, Onestarpress, Paris 2005.
- Der Ficker – neue Folge,[25] ISBN 3-85160-050-9, Benedikt Ledebur (Hrsg.), Schlebrügge Editor, Wien 2005.
- Wolfenbütteler Übersetzergespräche IV – VI,[26] Olaf Kutzmutz & Adrian La Salvia[27] (Hrsg.), Übersetzung: Shadowtime / Schattenzeit[28], von Charles Bernstein, Bundesakademie für kulturelle Bildung, Wolfenbüttel 2006.
- Der Ficker – zweite Folge,[6] ISBN 3-85160-050-9, Benedikt Ledebur (Hrsg.), Schlebrügge Editor, Wien 2006.
- Displacement and Condensation, Franz West,[29] The Form of Enjoyment: Fragrances Obsessed by Herb, or the Sneeze in Art, Gagosian Gallery, London 2006.
- Aphatischer Muse Rede[30] , Laudatio auf Brigitta Falkner, Wien 2007.
- Das Kosmöschen in chaotischer Auslese, zu Dominik Steigers Ausstellung Kosmöschen Steiger[31] in der Galerie Hohenlohe und Kalb, Wien 2008.
- Bildsatz,[32] Franz Josef Czernin, Martin Janda (Hrsg.), zu Werner Feiersinger, Du Mont Buchverlag, Köln 2008.
- Nichts tun, Oswald Egger (Hrsg.), Zum Verhältnis von Dichtung und Mathematik[33], Das böhmische Dorf, Neuss-Holzheim 2009.
- 4 Schnellgedichte und 6 Schnellzeichnungen,[34] in: KLEINE AXT, Ulf Stolterfoht (Editor), www.kleineaxt.wordpress.com, 1. November 2010.
- Ethik, Geld, Politik und Poetik – Fragen zum Fall Ezra Pounds, dem Dichter der Pisan Cantos,[35] in: TIMBER! Eine kollektive Poetologie, Ulf Stolterfoht (Editor), www.timberpoetologie.wordpress.com, 27. Februar 2011.
- Extroversion – A Talk,[36] mit Franz West, Schlebrügge Editor, Wien 2011.
- Dieter Roths weißes Blatt Gedichte,[37] kalmenzone literaturzeitschrift, Heft 7,  www.kalmenzone.de, Cornelius van Alsum (Hrsg.), April 2015.
- Proof,[38] Michael Huey, Peter Bogner (Hrsg.), Friedrich Kiesler Stiftung, Wien 2015.
- Translineare Strukturen,[39] Rudolf Polanszky, Andrea Schantl (Hrsg.): Der poetische Charakter des Bedeutungslosen,[40] Kerber Verlag, Bielefeld 2015.
- Tamuna Sirbiladze – Eve's apple, in memory,[41] curated by Benedikt Ledebur, Charim Galerie, Wien 2016.
- Zwei Bilder Michaela Eichwalds in der Gruppenausstellung "Das unbekannte Meisterwerk" und ein weiterer Buchtitel Balzacs und Die Macht der Frauen und die Freiheit in Collagen – Zu Entwürfen Franz Wests in Das unbekannte Meisterwerk / The Unknown Masterpiece,[42] ISBN 978-3-903172-07-4, Christian Meyer (Hg./ed.), Schlebrügge.Editor, Wien 2017
- Gestalt und Prozess,[43] in Zeitschrift für Kulturphilosophie 2017|1, ISBN 978-3-7873-3194-9, Ralf Konersmann, Dirk Westerkamp (Hrsg.), Felix Meiner Verlag, Hamburg 2017.
- Gedenken und Ästhetik – Reflexionen und Lektüre zur Ausstellung "Der Sand aus den Uhren" samt trauriger Exkursion in die eigene Familiengeschichte, in Der Sand aus den Uhren, ISBN 978-3-7092-0255-5, Benjamin A. Kaufmann (Hrsg.), Passagen Verlag, Wien 2017.
- Tamuna Sirbiladze,[44] ISBN 978-1-941701-80-5, Benedikt Ledebur, Lucas Zwirner (Hrsg.), David Zwirner Books, New York 2017.
- Max Henry 1820,[45] curated by Benedikt Ledebur, Charim Galerie, Wien 2018.
- The act of reclining / L'acte de s'allonger, in: Franz West, p. 186[46] ISBN 978-1-84976-613-5, Mark Godfrey & Christine Macel (Editors), Paris, London 2018.
- Über den Gesang und die Sprache der Tiere – Eine Etüde aus dem Gedächtnis zu Franz Wests Otium, in: Otium – Franz West, Booklet[47] ISBN 978-3-96098-420-7, Astrid Ihle (Editor), Heimo Zobernig (Concept), Koenig Books Ltd, London 2018.

## Auszeichnungen
- 2015: Art Critics Award[48]